# Ed Starink
Ed Starink est un compositeur et musicien néerlandais, né le 17 décembre 1952 à Apeldoorn.

## Biographie
Depuis son enfance il est fasciné par la musique et il a appris de lui-même à pratiquer différents instruments de musique. Pendant ses études de piano et de composition, il travaille pour plusieurs studios d’enregistrement professionnel en Europe. Il est ensuite engagé comme claviériste pour David Bowie et il a aussi joué de l'orgue Hammond pour les Beach Boys.
Diplômé de l'Académie de musique de La Haye en 1976, Starink y a ensuite donné différents cours de musique. Starink sort son premier album Cristallin en 1981. Il crée son studio, Star Inc., en 1982 puis le label du même nom en 1986. Il travaille alors avec des artistes comme Demis Roussos, Nancy Boyd et Bert van Breda.
Il est surtout connu à partir de la fin des années 1980 pour être le compositeur et arrangeur d'une série de compilations intitulée Synthesizer Greatest (ou Synthétiseur – Les plus grands thèmes en France) éditées par le label Arcade Music, avec lequel il sort 30 albums entre 1989 et 1996. Dans ces albums, il y adapte au synthétiseur des compositions d'artistes électroniques tels que Jean-Michel Jarre et Vangelis, des œuvres classiques ou des bandes originales de films, mais il y inclut aussi quelques compositions originales. Plus de 10 millions d'albums ont été vendus en Europe.
En 1996, Starink décide d’arrêter Star Inc. Music et il part deux ans plus tard pour le Sud de la France. Après une période sabbatique, Ed Starink veut accomplir son rêve de composer une épopée de l’univers : Universe Symphony. En 2002, il commence la préparation, la composition et l’exécution de son projet. Au printemps 2012, il a terminé Piano Works, la première partie de Universe Symphony, qui consiste en plus de dix heures de musique, sorti seulement en version numérique.